# Chasteuchervic
Chasteu Chervic (en francès Château-Chervix) és un municipi francès situat al departament de l'Alta Viena i a la regió de la Nova Aquitània.

## Demografia
| 1962                                       | 1968  | 1975  | 1982 | 1990 | 1999 | 2007 |
| ------------------------------------------ | ----- | ----- | ---- | ---- | ---- | ---- |
| 965                                        | 1.073 | 1.019 | 909  | 801  | 710  | 772  |
| Des de 1962: població sense dobles comptes |       |       |      |      |      |      |

## Administració
| Període | Identitat     | Partit |
| ------- | ------------- | ------ |
| 2001-   | Michel Nardot |        |